# Eucereon phaeoproctum
Eucereon phaeoproctum là một loài bướm đêm thuộc phân họ Arctiinae, họ Erebidae.